# Sonic the Hedgehog 3 (film)
Sonic the Hedgehog 3 är en amerikansk/japansk actionäventyrsfilm/komedifilm från 2024 i regi av Jeff Fowler, från ett manus skrivet av Pat Casey, Josh Miller och John Whittington. Detta kommer att bli den tredje filmen om den blåa igelkotten Sonic the Hedgehog, baserad på Segas spelserie med samma namn.
Filmen hade biopremiär i Sverige den 25 december 2024, utgiven av Paramount Pictures.

## Handling
Filmens handling utspelar sig strax efter händelserna i den förra filmen. Denna gång dras Sonic och hans vänner och familj in i en enda stor konflikt, detta av hans fiende Shadow the Hedgehog.

## Rollista

### Engelska originalröster
- Ben Schwartz – Sonic the Hedgehog
- Colleen O'Shaughnessey – Miles "Tails" Prower
- Idris Elba – Knuckles the Echidna
- Keanu Reeves – Shadow the Hedgehog

### Live-action-skådespelare
- James Marsden – Tom Wachowski
- Tika Sumpter – Maddie Wachowski
- Natasha Rothwell – Rachel
- Shemar Moore – Randall
- Adam Pally – Wade Whipple
- Jim Carrey – Dr. Robotnik, Gerald Robotnik
- Alyla Browne – Maria Robotnik
- Krysten Ritter – Directör Rockwell
- Tom Butler – Kommendör Walters
- James Wolk – Ung Kommendör Walters
- Jorma Taccone – Kyle Lancebottom
- Sofia Pernas – Gabriella
- Cristo Fernández – Juan, Pablo

### Svenska röster
- Christian Hedlund – Sonic
- Emelie Clausen – Miles "Tails" Prower
- Adam Fietz – Knuckles
- Alexander Karim – Shadow
- Jonas Kruse – Dr. Ivo Robotnik / Dr. Eggman, Gerald Robotnik
- Peter Eggers – Thomas "Tom" Wachowski
- Hilda Henze – Maddie Wachowski
- Kayode "Kayo" Shekoni – Rachel
- John Alexander Eriksson – Randall
- David Lenneman – Wade Whipple

## Produktion
Filmen var först planerad att börja spelas in i London den 31 augusti 2023, men blev förskjuten till september. Den blev färdiginspelad i slutet av mars 2024.

## Uppföljare
En uppföljare med namnet Sonic the Hedgehog 4 är under utveckling och planeras att släppas under våren 2027. Keanu Reeves och Idris Elba har även visat intresse om en spinoff med Shadow och Knuckles som huvudkaraktärer.